# Enkel für Anfänger
Enkel für Anfänger ist eine deutsche Filmkomödie von Wolfgang Groos aus dem Jahr 2020 mit Maren Kroymann, Heiner Lauterbach und Barbara Sukowa. Premiere war am 26. Januar 2020 in der Lichtburg in Essen, der Kinostart in Deutschland und Österreich erfolgte am 6. Februar 2020. Bei Amazon Prime Video lief der Film am 3. August 2020 als Streaming Erstausstrahlung.
Im ORF und im Ersten wurde der Film erstmals am 4. Juli 2022 gezeigt. Am 7. September 2023 kam die Fortsetzung Enkel für Fortgeschrittene ins Kino.

## Handlung
Die Schwägerinnen Karin und Philippa sind Senioren, die ihren Ruhestand im eigenen Garten in Essen verbringen, anstatt durch fremde Länder zu reisen. Auf Senioren-Kurse und Nordic Walking haben sie keine Lust. Aufgrund ihrer Langeweile sind sie auf der Suche nach einer neuen Herausforderung. Nachdem Philippa ihr Leben als Patenoma von Leonie genießt, will sich auch Karin bei einer Agentur für Leih-Großeltern bewerben, aber Karins Ehemann Harald ist von der Idee ganz und gar nicht begeistert. Er hat lieber seine Ruhe und für nervende Kinder eigentlich gar keinen Sinn. Zufällig trifft Karin in der Stadt Gerhard, einen Freund aus Jugendtagen, der seit dem Tod seines Lebensgefährten allein ist. Karin würde ihn gern als ihren Ehemann ausgeben, um in die Kartei der Leihgroßeltern aufgenommen zu werden, doch auch Gerhard mag sich darauf nicht einlassen. Die Agentur hält ihn aber für Karins Gefährten und vermittelt ihr deshalb bereitwillig den lebhaften Jannik als Pflegeenkel. In der Eingewöhnungsphase will sie mit Janniks Vater Kontakt aufnehmen und muss feststellen, dass dieser eine neue Familie gegründet hat und eine ältere Tochter, Merle, mit in diese neue Familie gebracht hat. Karin ist mit den Familienverhältnissen der Patchwork-Familie etwas überfordert, will sich das aber selbst und schon gar nicht Harald gegenüber eingestehen. Ihre ständige Abwesenheit macht ihn dann aber doch neugierig auf den Jungen und er veranstaltet mit Karin eine Kinderparty in ihrem Garten. Philippa ist mit der kleinen Leonie auch da und sogar Gerhard, der inzwischen unfreiwillig auch zum Pflegeopa wurde, als er Viktor kennenlernte, einen Jungen, der viel allein ist und der etwas erwachsene Fürsorge gut brauchen kann. Alle feiern begeistert gemeinsam in Karins Garten, es wird gegrillt und die Kinder vergnügen sich auf der Hüpfburg. Janniks Vater Kai ist auch gekommen und Karin kann sich einer gewissen Anziehungskraft nicht erwehren. Letztendlich widersteht sie aber Kais Flirtversuchen, als sich Harald überraschend dazu durchringt, endlich mal mit seiner Frau gemeinsam verreisen zu wollen. Doch Karin beschließt, allein nach Neuseeland zu fliegen. Eine neue Herausforderung, denn auch dort sind Patenomas gefragt. Gerhard hat mit Viktor ein wenig Familienanschluss gefunden und beide tun sich gut. Auch für Philippa hat die Enkelbetreuung etwas gebracht, denn sie hat sich entschlossen, ihre Tochter zu besuchen, mit der sie schon lange keinen Kontakt mehr hat.

## Produktion
Die Dreharbeiten fanden vom 18. April bis zum 31. Mai 2019 in Köln, Essen und Recklinghausen statt. Produziert wurde der Film von der Münchner Claussen + Putz Filmproduktion GmbH der Produzenten Jakob Claussen und Ulrike Putz, Koproduzent waren die Berliner Studiocanal GmbH. Beteiligt waren der Bayerische Rundfunk und ARD Degeto.
Unterstützt wurde die Produktion von der Film- und Medienstiftung NRW, der Filmförderungsanstalt, dem FilmFernsehFonds Bayern, der Beauftragten der Bundesregierung für Kultur und Medien und dem Deutschen Filmförderfonds.
Für den Ton zeichnete Erik Seifert verantwortlich, für das Szenenbild Ellen Latz, für das Kostümbild Peri De Bragança und für die Maske Lisa Meier und Dunja Pflugfelder.
Die Filmmusik wurde vom Deutschen Filmorchester Babelsberg eingespielt.
Ende April 2022 starteten die Dreharbeiten zur Fortsetzung Enkel für Fortgeschrittene.

## Rezeption
Andreas Fischer schrieb im Weser Kurier, dass Drehbuchautor Robert Löhr zumindest in der ersten Hälfte des Filmes beim Humor nicht gespart habe. Schade sei, „dass die Inszenierung von Regisseur Wolfgang Groos schnell zerfasert und sich Konflikte allzu bereitwillig in Selbstgefallen auflösen.“ Groos arbeite „viel mit der frontalpädagogischen Humorkeule.“ Seine „starken Momente“ habe der Film immer dann, „wenn er leise wird und nicht mehr um seine Klischees kreist, sondern genau beobachtet, wie das denn wirklich so ist mit dem Älterwerden.“ Dann zeige er „eine Gesellschaft, die Ruhe gebrauchen könnte und das auch weiß, aber die niemandem Ruhe gönnt. Auch nicht den Großeltern, die den Kindern das geben, was sie von ihren Eltern nicht bekommen: Gelassenheit und ein offenes Ohr.“
Peter Osteried befand auf cineman.ch, dass Enkel für Anfänger „ein lebensbejahender, optimistischer, inspirierender Film“ sei, „der postuliere, dass es für einen Neubeginn nie zu spät“ sei, „wenn man denn genügend Mut dafür habe.“ „Die Konflikte in diesem Film seien sehr nachvollziehbar, querbeet durch alle Handlungsstränge und mit allen Figuren. Sie wirkten dabei niemals überzogen oder ausgereizt, sondern authentisch.“
Christian Klosz meinte auf filmpluskritik.com, dass der Film „trotz kleinerer Schwächen vor allem im letzten Drittel eine kurzweilige, unterhaltsame und über weite Strecken auch lustige Komödie geworden“ sei, „die sich humorvoll des Themas Älterwerden“ annehme und urteilte: „Nichts Weltbewegendes, aber im besten Sinne ein ‚Film für Jung und Alt‘“.
Stefan Klug schrieb auf MOZ.de, dass diese Komödie „Eigen- und Besonderheiten“ unserer „Gesellschaft, mit ihren Vorurteilen und Verurteilungen, starren Denkmustern und vermeintlich richtigen Haltungen gekonnt aufs Korn“ nehme. „Paritätisch“ bekämen „alle ihr Fett weg“.